# Halocarpus bidwillii
Halocarpus bidwillii (Engels: bog pine) is een conifeer uit de familie Podocarpaceae. Het is een veeltakkige struik of kleine boom die een groeihoogte bereikt tot 4,8 meter. De stevige schors bladdert af in onregelmatige vellen en heeft een grijze kleur. Meestal is de schors bedekt met korstmossen. zichtbaar oppervlak grijs, meestal bedekt met korstmossen, onderzijde rood tot roodbruin. De kleine takjes zijn aanvankelijk vierhoekig en slank. Het loof heeft een bronsgroene of geelgroene kleur, vaak rood getint. De vruchten bestaan uit een donkerbruin, zwartbruin tot donker paarsbruin zaad. Deze zaden zitten in een vlezige, wasachtige witte nap.
De soort is endemisch in Nieuw-Zeeland, waar deze voorkomt in bergachtige gebieden van het schiereiland Coromandel op het Noordereiland tot in het uiterste zuiden van het Zuidereiland en op het Stewarteiland. Naarmate de breedtegraad in zuidelijke richting toeneemt, groeit hij op lagere hoogten. Hij groeit vooral langs randen van moerassen, in venen, vochtige heidevelden, rivierbeddingen en ook op droge stenige grond en polgraslanden. De soort staat op de Rode Lijst van de IUCN geklasseerd als 'niet bedreigd'.
De soort is vernoemd naar botanicus John Carne Bidwill.

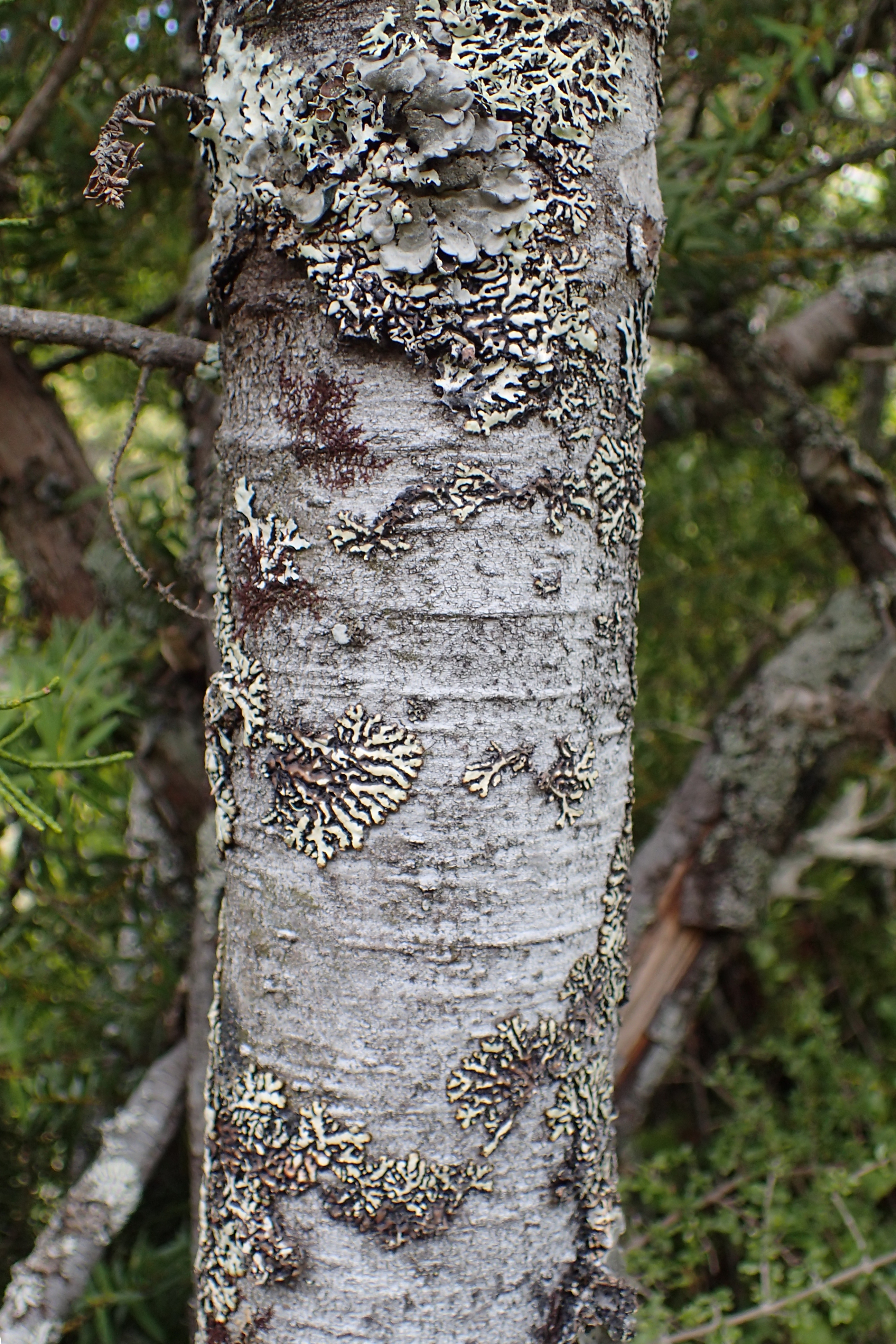
Schors
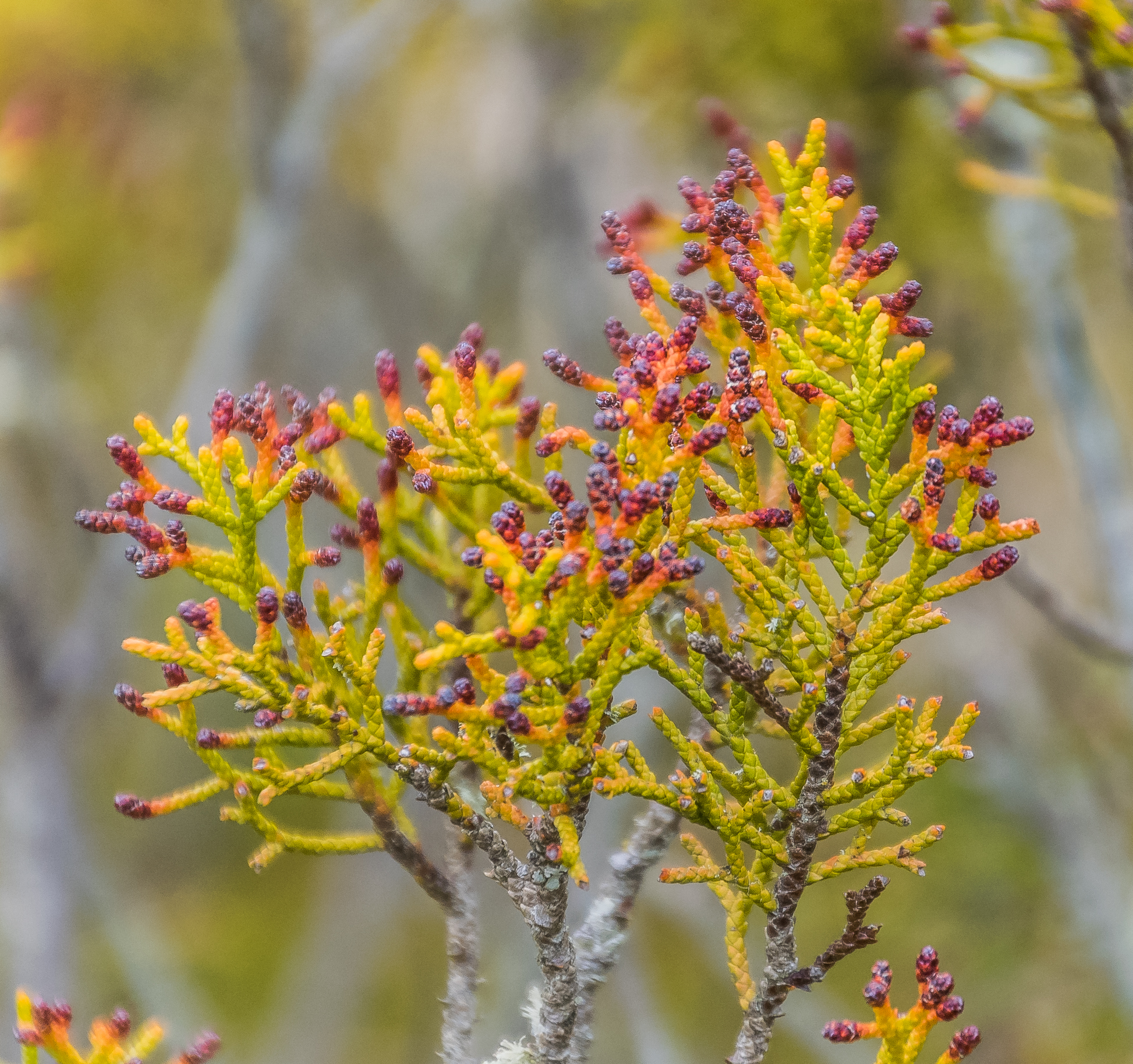
Loof
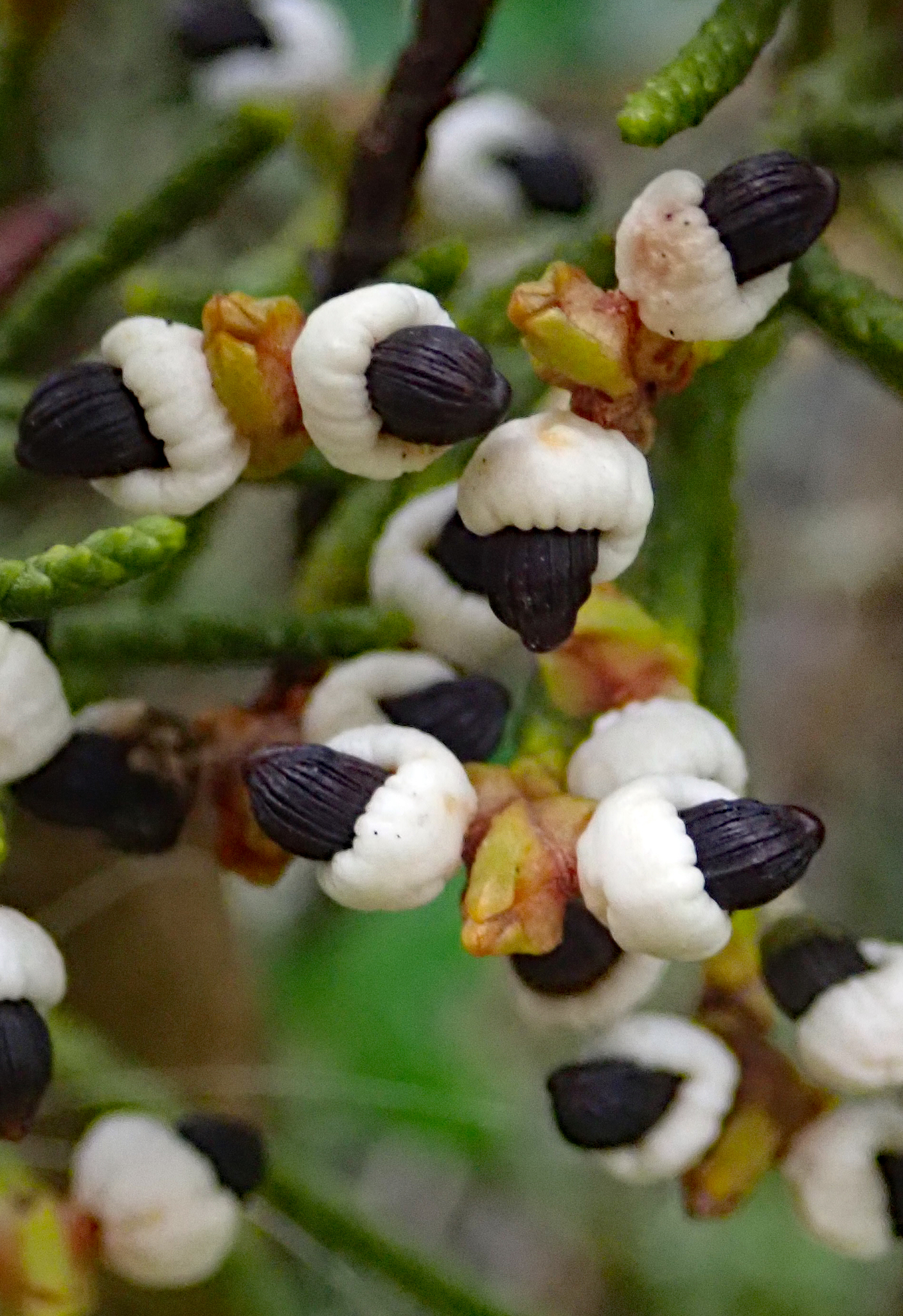
Vruchten